# Uszatnik mały

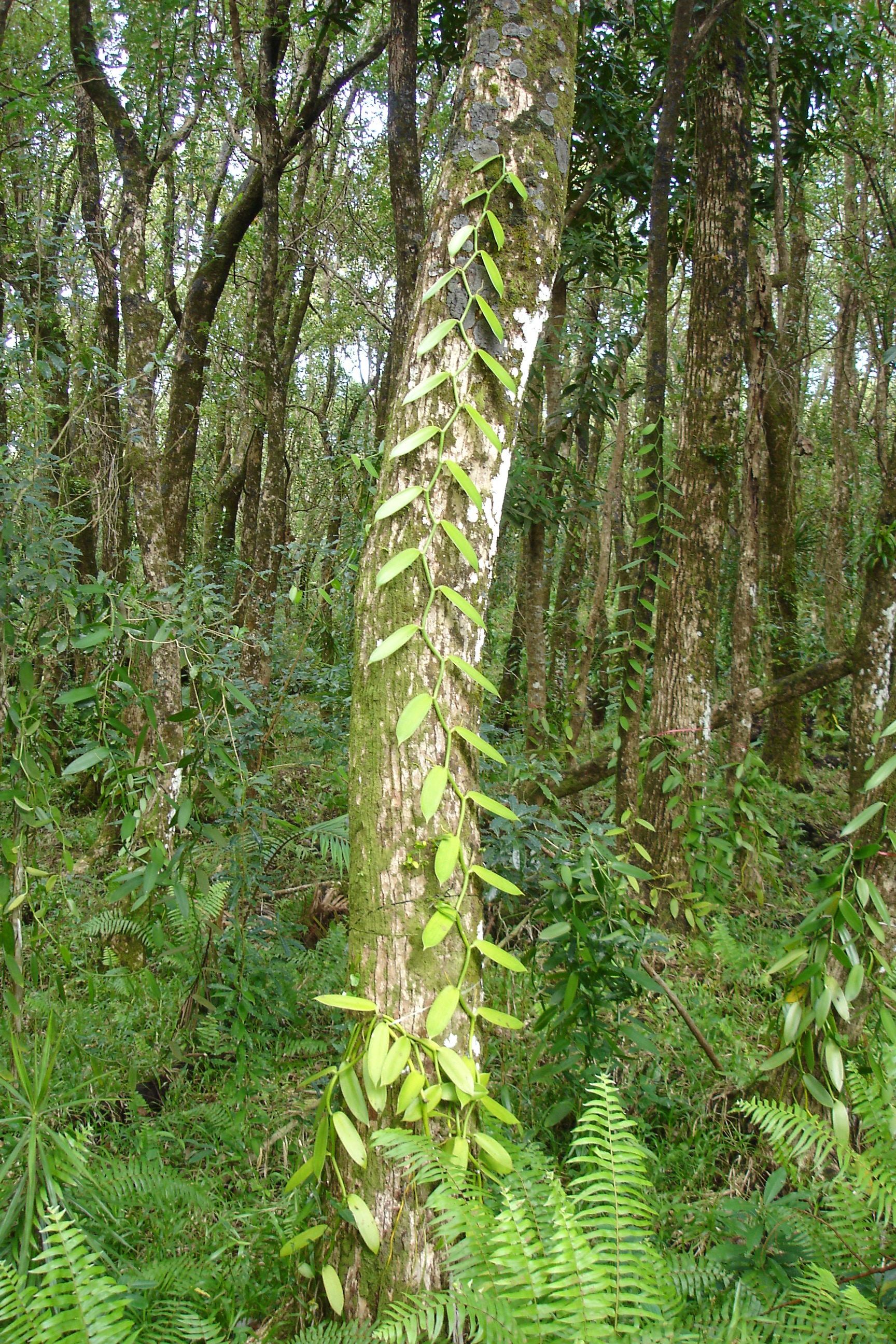
Lasy Reunionu, w których występował Otus grucheti

Uszatnik mały (Otus grucheti) – wymarły gatunek ptaka z rodziny puszczykowatych (Strigidae), który występował na wyspie Reunion w archipelagu Maskarenów. Został on opisany w 1994 roku na podstawie sfosylizowanych szczątków. Podobnie jak inni maskareńscy przedstawiciele rodzaju Otus żywił się głównie leśnymi ptakami śpiewającymi. Wyginął najprawdopodobniej pod koniec XVII wieku (ewentualnie mógł przetrwać do początkowych lat XVIII wieku) w wyniku kolonizacji wyspy przez ludzi oraz wprowadzenia do środowiska świń i innych inwazyjnych gatunków zwierząt.

## Charakterystyka
Otus grucheti był dużą sową, zbliżoną wielkością do uszatnika dużego (Otus sauzieri) występującego na sąsiedniej wyspie Mauritius lub sowy uszatej. Ich skrzydła były jednak nieco mniejsze, natomiast nogi dłuższe i pozbawione piór.

## Ekologia
Na podstawie sfosylizowanych kości przedstawiciela Otus grucheti można stwierdzić, że główny ich pokarm stanowiły drobne ptaki śpiewające żyjące na wyspie Reunion. Zamieszkiwały najprawdopodobniej gęste lasy, na co wskazuje budowa ich ciała: krótkie, zaokrąglone skrzydła i długie nogi. Przypuszcza się, że spośród trzech znanych maskareńskich gatunków sów z rodzaju Otus (przez część systematyków umieszczanych w osobnym rodzaju Mascarenotus), Otus grucheti charakteryzował się najbardziej naziemnym trybem życia.

## Rozprzestrzenienie
Nie istnieją żadne współczesne zapiski mówiące o obserwacjach żywych osobników Otus grucheti. Nie znajduje się w szczegółowym spisie gatunków fauny wyspy z lat 1671–1672 sporządzonym przez Sieura Dubois. Niemniej swoje występowanie gatunek ograniczał jedynie do Reunionu, na co wskazują sfosylizowane szczątki odnalezione tylko na tej wyspie.

## Wymarcie
Otus grucheti wymarł pod koniec XVII wieku w wyniku wprowadzenia do środowiska obcych drapieżników, m.in. szczurów, świń i kotów. Dorosłe ptaki były prawdopodobnie ofiarami polowań głównie ze strony kotów, natomiast ich gniazda, które zakładane były najprawdopodobniej na ziemi, plądrowane były przez szczury i świnie. Jedną z przyczyn ich szybkiego wymarcia było także niewątpliwie rabunkowe wycinanie lasów na wyspie pod uprawy, głównie trzciny cukrowej.